# Вулиця Керамічна (Львів)
Вулиця Керамічна — вулиця у Франківському районі міста Львова, в місцевості Кульпарків. Сполучає вулиці Лук'яна Кобилиці та Ярослави Музики.
Виникла у першій половині XX століття, у 1934 році отримала назву вулиця Липники. Після встановлення радянської окупації у Львові, у 1946 році була перейменована на Гончарську. Сучасна назва вулиця Керамічна походить з 1958 року.
Із 1950-х років, разом із сусідніми вулицями Кульпаркова, забудовується типовими одно- та двоповерховими будинками у стилі конструктивізм. У 1980-х роках з парного боку вулиці зведено декілька п'яти- та дев'ятиповерхових житлових будинки.